# Hasenlattich
Der Purpur-Hasenlattich (Prenanthes purpurea), auch einfach Hasenlattich oder Purpurlattich genannt, ist eine Pflanzenart aus der Gattung der Hasenlattiche (Prenanthes) in der Familie der Korbblütler (Asteraceae). Sie ist in Eurasien weitverbreitet.

## Beschreibung

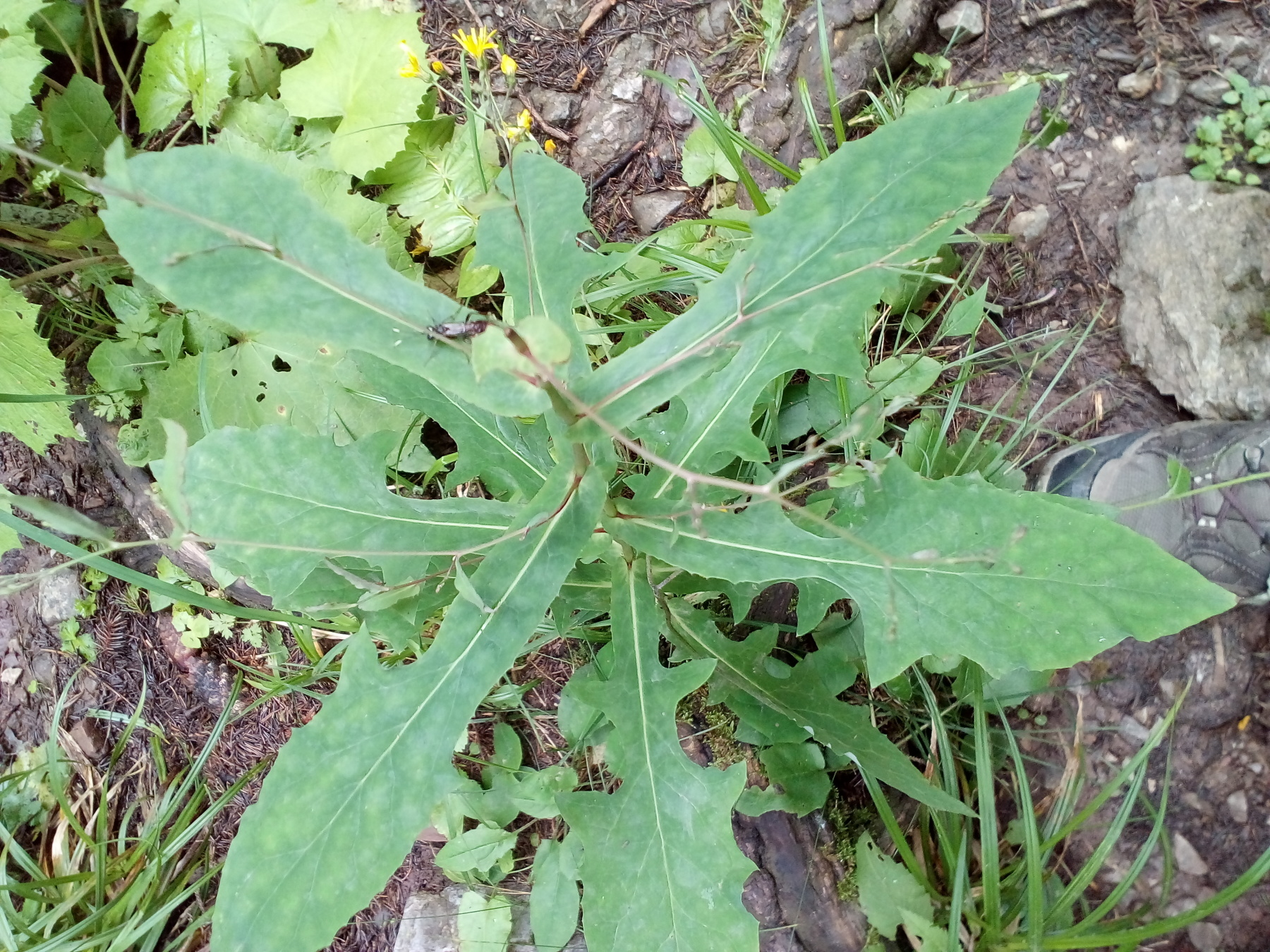
Blätter

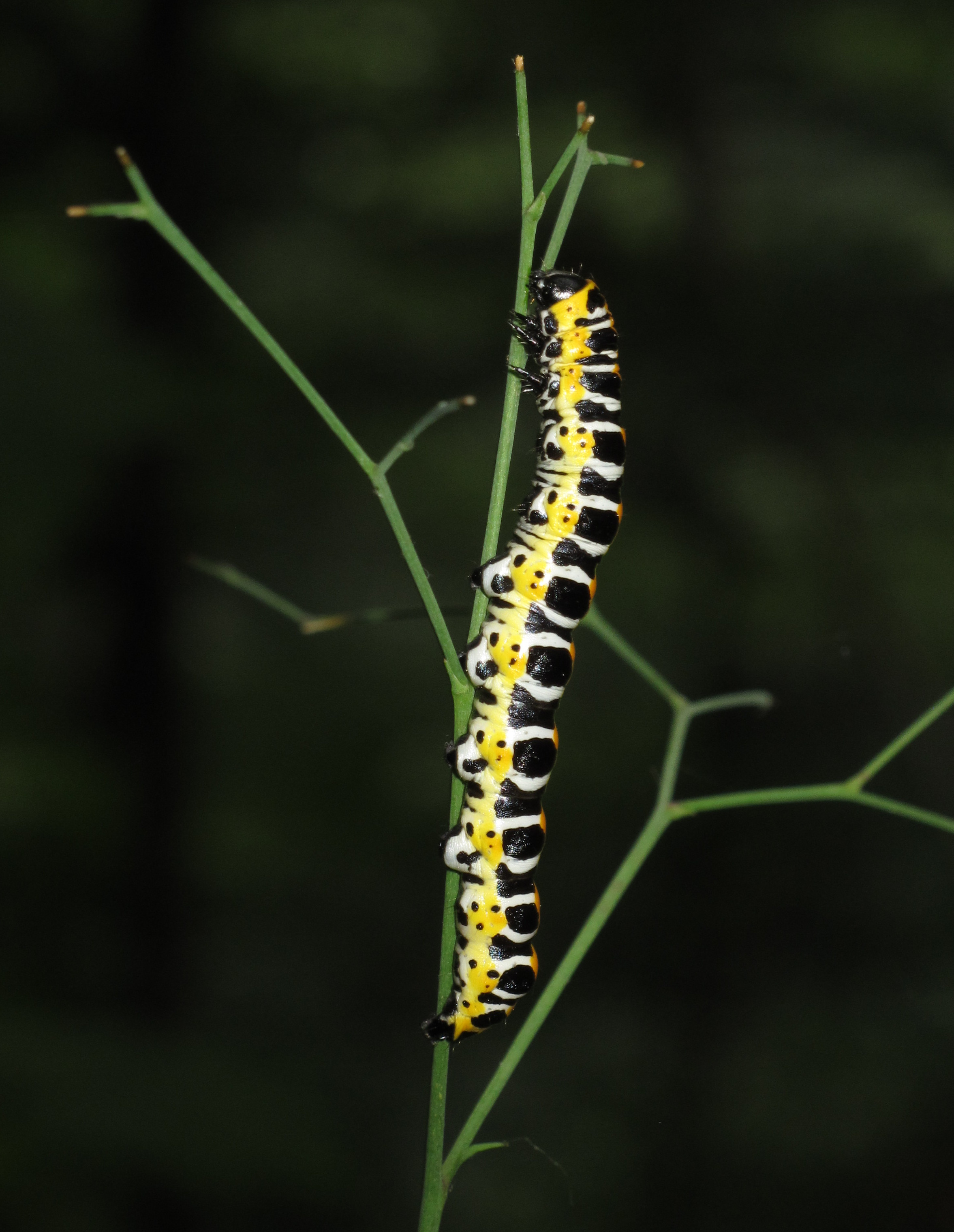
Raupe des Lattich-Mönchs an Hasenlattich

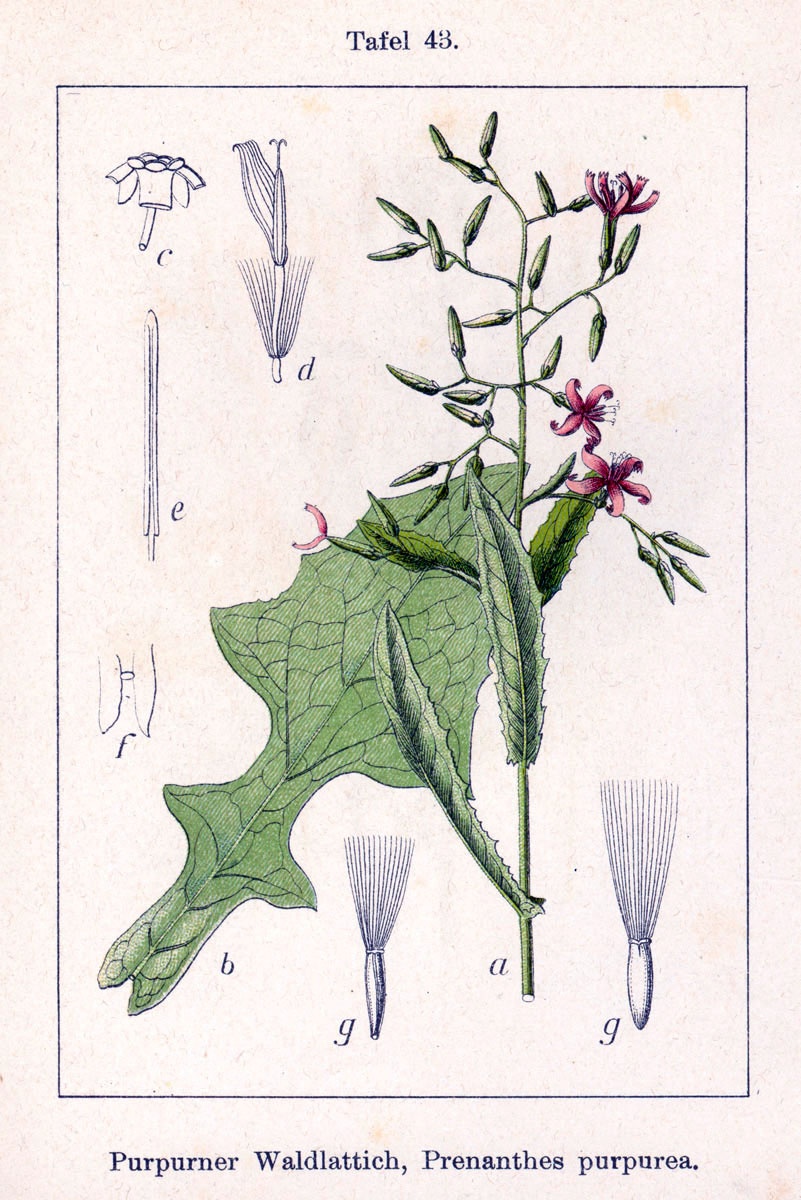
Illustration

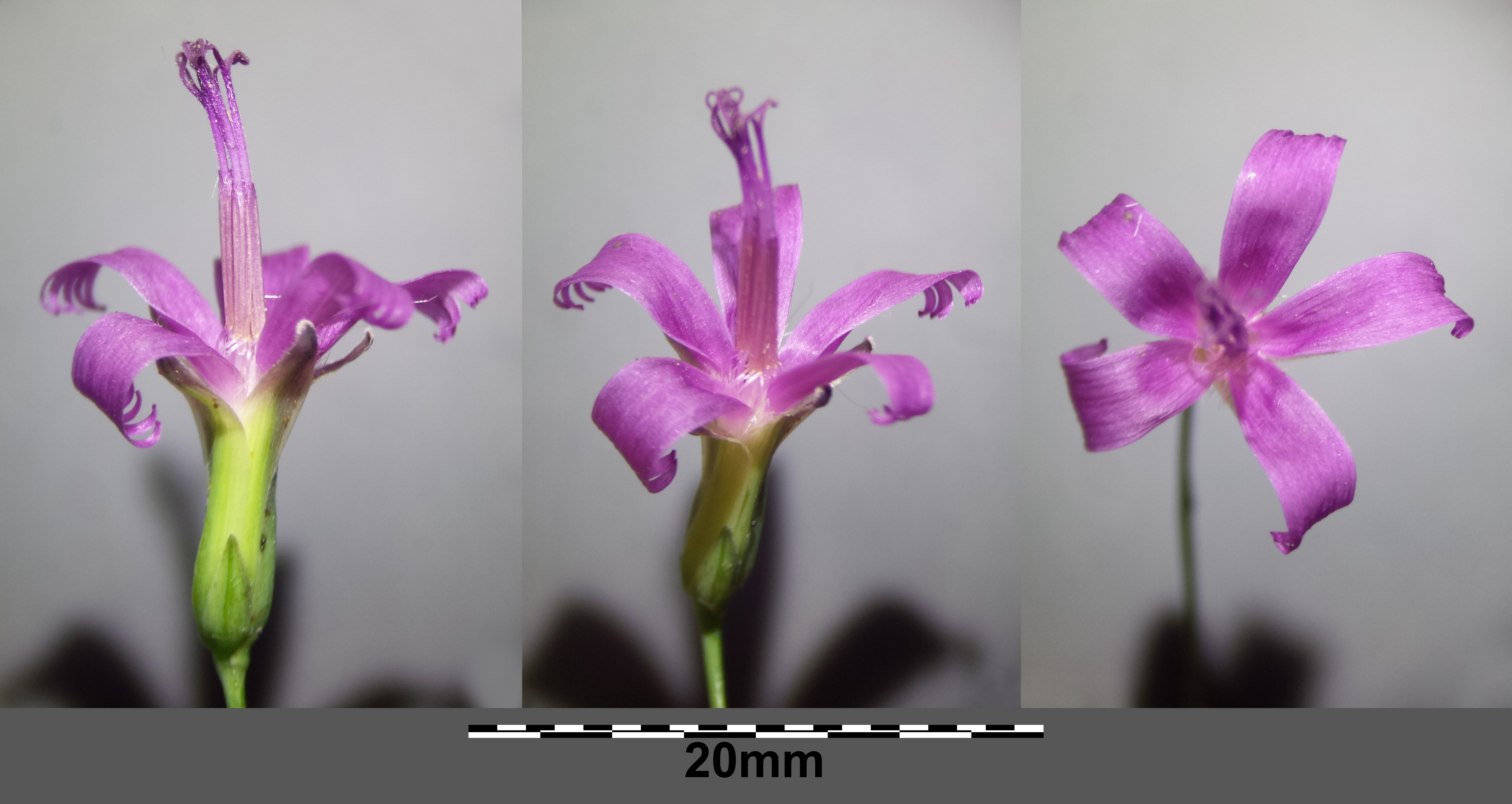
Blütenkörbchen

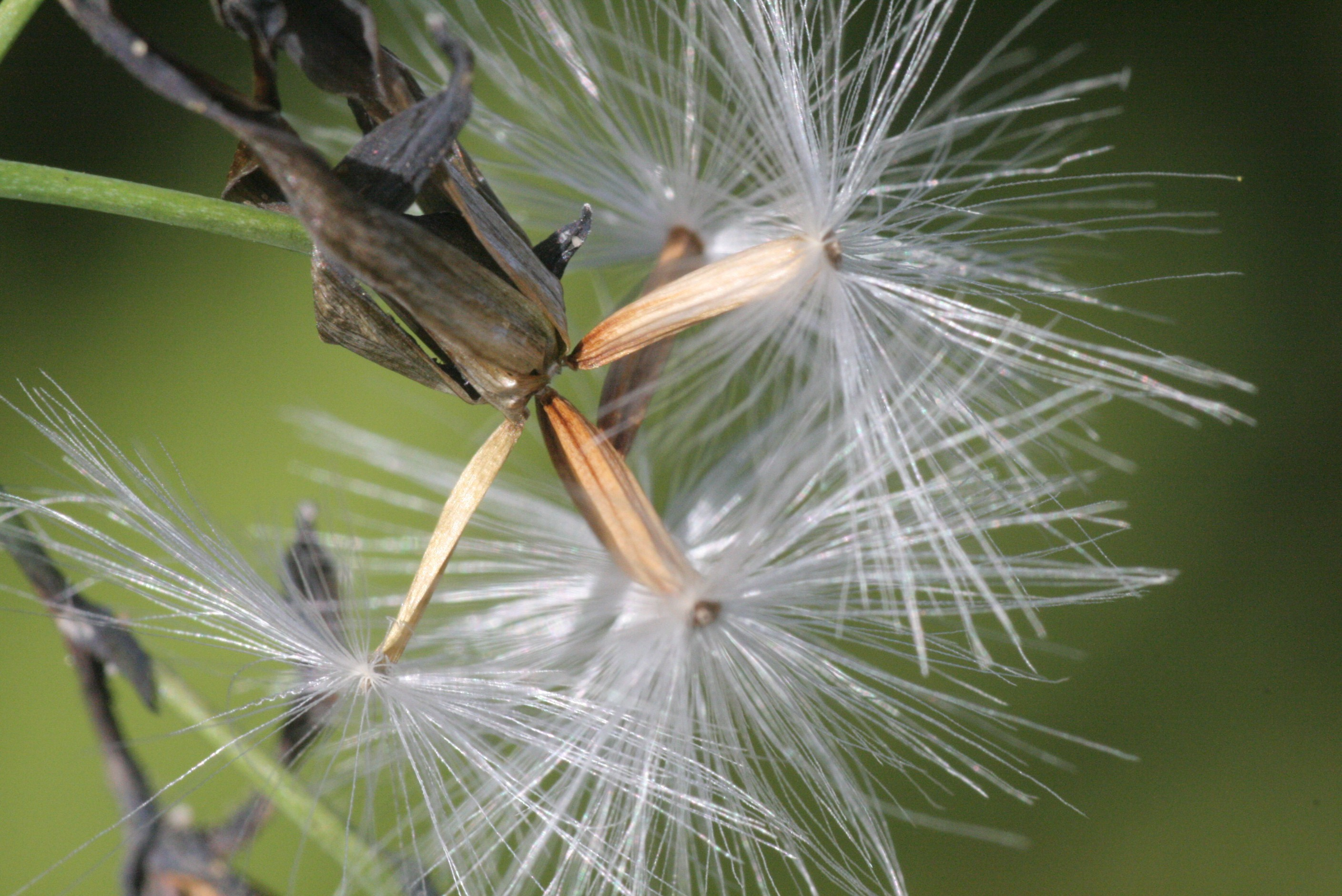
Achänen mit Pappus

### Vegetative Merkmale
Der Hasenlattich wächst als ausdauernde krautige Pflanze und erreicht Wuchshöhen von 30 bis 150 Zentimetern. Der Stängel ist im oberen Teil reich verzweigt. Er ist dicht beblättert. Die kahlen Laubblätter sind wechselständig und im Umriss länglich-lanzettlich. Die Blattoberseite ist grün und die Blattunterseite grau- bis blaugrün. Formen mit besonders schmalen, zum Teil linealen, ganzrandigen Blättern werden als Prenanthes purpurea f. angustifolia bezeichnet. Die unteren Laubblätter sind gestielt, länglich verkehrt-eiförmig, buchtig gezähnt bis fiederteilig. Die oberen Laubblätter sind sitzend und mit herzförmigem Grund und stängelumfassend. Sie sind mehr oder weniger buchtig gezähnt bis fast ganzrandig oder fast geigenförmig und in einen eirhombischen Endabschnitt verbreitert.

### Generative Merkmale
Die Blütezeit liegt im Juli und August. In einem lockeren, rispigen Gesamtblütenstand befinden sich viele lang gestielte, nickende körbchenförmige Teilblütenstände. Die Körbchen enthalten fünf bis acht Hüllblätter und nur zwei bis fünf rötliche bis purpurfarbene oder violette Zungenblüten. Die Hülle ist 12 bis 13 Millimeter lang und wird aus nur einer Reihe linealer, kahler, oft violett überlaufener, am Grund von kleinen Außenhüllblättern umgebenen Hüllblättern gebildet. Der Griffel ragt 7 Millimeter aus der Staubblattröhre der Blüten und die Narbenlappen rollen sich vollständig rückwärts. Die runde, ungeschnäbelte Achäne ist 5 Millimeter lang, hellbraun und besitzt einen deutlichen Pappus. Der Pappus besteht aus 2 bis 3 Reihen einfacher Borsten.
Die Chromosomenzahl beträgt 2n = 18.

## Ökologie
Der Hasenlattich ist ein Hemikryptophyt.
Die Narbenlappen rollen sich vollständig rückwärts, so dass bei ausbleibendem Insektenbesuch spontane Selbstbestäubung erfolgt. Bestäuber sind Bienen, Hummeln, Fliegen und Käfer.
Er ist eine Schatten- bis Halbschattenpflanze und wichtiges Wildfutter, weshalb kleine Populationen durch Wildverbiss bedroht sind. Bedeutung hat er auch als Nahrungspflanze des Lattich-Mönchs (Cucullia lactucae).
An Pilzen wurden beim Hasenlattich beobachtet: Erysibe cichoriacearum, Mollisia atrata, Puccinia prenanthis, Pyrenopeziza compressula und Sphaerotheca humuli. Gallen bildet der Blattfloh Trioza flavipennis.

## Vorkommen
Der Hasenlattich ist eurasiatisch verbreitet mit Verbreitungsschwerpunkt im europäischen Westen. Sein Verbreitungsgebiet umfasst Spanien, Andorra, Frankreich, Korsika, Italien, Deutschland, früher auch Luxemburg, Polen, Tschechien, die Schweiz, Liechtenstein, Österreich, Slowenien, Ungarn, die Balkanhalbinsel, Bulgarien, die Slowakei, Serbien, die Ukraine, Georgien, den Kaukasusraum und die Türkei. Prenanthes purpurea ist die einzige Prenanthes-Art, die in Europa vorkommt.
In Deutschland findet man den Hasenlattich vorwiegend im Hügelland und im Gebirge. In den Alpen erreicht er in Tirol eine Höhenlage bis zu 2043 Meter.  In den Allgäuer Alpen steigt er am Südostgrat des Kegelkopfs in Bayern bis in eine Höhenlage von 1850 Meter auf. Im Tiefland fehlt er oder ist sehr selten.
Der Hasenlattich gedeiht meist in kraut- und grasreichen Bergmischwäldern mit Buchen, Tannen, Eichen und Fichten und wächst in Hochstaudenfluren und in Verlichtungen an Waldwegen. Sein Optimum erreicht er im hochmontanen Rotbuchenwald. Der Hasenlattich gedeiht am besten auf frischen, ziemlich nährstoffreichen, vorzugsweise kalkarmen, neutralen bis mäßig sauren, mull- oder modrig humosen, mittel- bis tiefgründigen Lehmböden mit humidem Klima. Er ist in Mitteleuropa eine Fagion-Verbandscharakterart.
Die ökologischen Zeigerwerte nach Landolt et al. 2010 sind in der Schweiz: Feuchtezahl F = 3 (mäßig feucht), Lichtzahl L = 2 (schattig), Reaktionszahl R = 3 (schwach sauer bis neutral), Temperaturzahl T = 3 (montan), Nährstoffzahl N = 3 (mäßig nährstoffarm bis mäßig nährstoffreich), Kontinentalitätszahl K = 3 (subozeanisch bis subkontinental).

## Taxonomie
Der Hasenlattich wurde 1753 von Carl von Linné in Species Plantarum, Tomus 2, S. 797 als Prenanthes purpurea erstbeschrieben. Ein Synonym ist Prenanthes tenuifolia L.